# Congrès national extraordinaire du Kuomintang
 (février 2025).
Le Congrès national extraordinaire du Kuomintang, ou Congrès national d'urgence du Kuomintang, est un congrès du Kuomintang s'étant tenu en 1938 dans la bibliothèque de l'Université de Wuhan, à Wuchang du 29 mars au 1er avril.
Le Congrès national extraordinaire a reçu des rapports du gouvernement, du parti et de l'armée, et a également formulé des directives sur la conduite de la guerre contre les Japonais. Le président nationaliste Tchang Kai-Chek a été élu dirigeant Kuomintang, et son rival Wang Jingwei a été élu adjoint. Des motions ont été adoptées pour créer National Political Participation Council (zh) pour « unifier » le peuple et réaffirmer les « Trois principes du Corps de la jeunesse populaire », formation jeunesse du parti nationaliste,.
La réunion a mis fin à la direction collective du Comité exécutif central du Parti et a affirmé la direction militaire.